# M1A2 Abrams
Pour les articles homonymes, voir M1 et Abrams.
Le M1A2 Abrams est une évolution du char de combat américain M1A1. Entré en service dans l'US Army en octobre 1994 , le M1A2 se démarque du M1A1 par son viseur panoramique du chef de char et par la numérisation de 90%  de tous ses systèmes électroniques embarqués.

## Historique
Le programme Block II fut initié le 18 octobre 1989 par le bureau du secrétaire de la Défense (OSD) en vue de créer une version améliorée du M1A1 équipée d'un viseur panoramique à disposition du chef de char ainsi que de nombreux systèmes électroniques. Le contrat stipulait la construction de dix prototypes appelés M1A1E2 suivie de cinq chars de présérie.
La fabrication en grande série commença en mai 1992 et l'appellation M1A2 fut rendue officielle en avril 1994. À la suite de la chute de l'Union Soviétique, le dernier M1A2 neuf fut livré à l'US Army en 1995.
À partir de la fin de l'année fiscale 1992, il fut décidé de rénover une partie du parc des vieux M1 et IPM1 Abrams au standard M1A2. La rénovation de ces chars fut effectuée à l'usine de chars de Lima (Ohio) en collaboration avec le dépôt militaire d'Anniston.

### Revalorisation et commercialisation
En 2012, le Joint Systems Manufacturing Center de General Dynamics, connu auparavant sous le nom de Lima Army Tank Plant (en) était la seule usine d'assemblage de ce char en activité, reconditionnant les chars livrés aux forces des États-Unis et livrant des exemplaires neufs seulement pour l'exportation. Employant jusqu'à 5 000 personnes, son personnel en septembre 2012 était de 900 personnes et sa fermeture était alors envisagée pour 2018. La production maximale du site est estimée à 70 unités par mois (soit 840 à l’année). L'effectif a baissé pour atteindre 441 employés en 2016, mais grâce aux commandes de plus de 87 « M1A2 SEP v3 » en 2017 et de 137 « SEP v3 » en 2018 provenant de véhicules mis en réserve, l'effectif de l’usine est remonté à 573 fin 2018 et devait dépasser les 1 000 en 2019, cette version entre en service en mai 2020 et 550 exemplaires sont en unités fin 2021 alors qu'Australie, Taiwan et Pologne veulent aussi en acquérir. Une version nommée « M1A2 SEP v4 » est en préparation pour les années 2020.
Début 2021, le Government Accountability Office a évalué le coût unitaire d'un M1A2 SEP v3 à 12,5 millions de dollars.
Le 6 septembre 2023, Gabe Camarillo, sous-secrétaire de l'Armée des États-Unis, annonce lors d'une conférence à Arlington, qu'elle abandonne le programme de revalorisation des Abrams au standard M1A2 SEP v4 et que l'effort de développement va être porté sur une future version du char Abrams appelée M1E3 qui incorporera les leçons tirées du retour d'expérience de la guerre russo-ukrainienne.

## Caractéristiques techniques

### Armement
Le M1A2 possède un nouveau tourelleau du chef de char appelé ICWS (Improved Commander's Weapon Station). De conception plus simple, ce tourelleau fixe à l'avantage d'offrir une meilleure vision périphérique (étoile de vision comprenant huit épiscopes) mais contraint le chef de char à exposer son buste à l'extérieur s'il veut mettre en œuvre sa mitrailleuse lourde, désormais montée sur un pivot devant son tourelleau. 
Le M1A2 SEP v2 possède un tourelleau téléopéré M153 CROWS II (Common Remotely Operated Weapon Station II) monté sur la niche du viseur du tireur, il permet au chef de char d'utiliser, à nouveau, sa mitrailleuse de 12,7 mm, sous blindage.
Le M1A2 SEPv3 possède un nouveau tourelleau téléopéré M153A1E1 CROWS-LP (Low-Profile), plus compact. 

### Conduite de tir et moyens d'observation
Sur le M1A2, un nouveau télémètre laser est installé, fonctionnant sur une longueur d'onde de 1,54 μm, inoffensive pour les yeux. Le GPS et le TIS sont tous les deux stabilisés sur le plan vertical, et sur le M1A2, ils le sont sur le plan vertical et azimutal (en site et en gisement) sous la désignation GPS-LOS (Line Of Sight).
Par rapport au M1A1, le M1A2 possède un viseur panoramique CITV (Commander's Independent Thermal Viewer : Visionneur thermique indépendant du chef de char). Conçu par Raytheon, il est monté devant la trappe du chargeur et comprend une caméra thermique montée sur un support rotatif stabilisé en site et en gisement.

### Protection

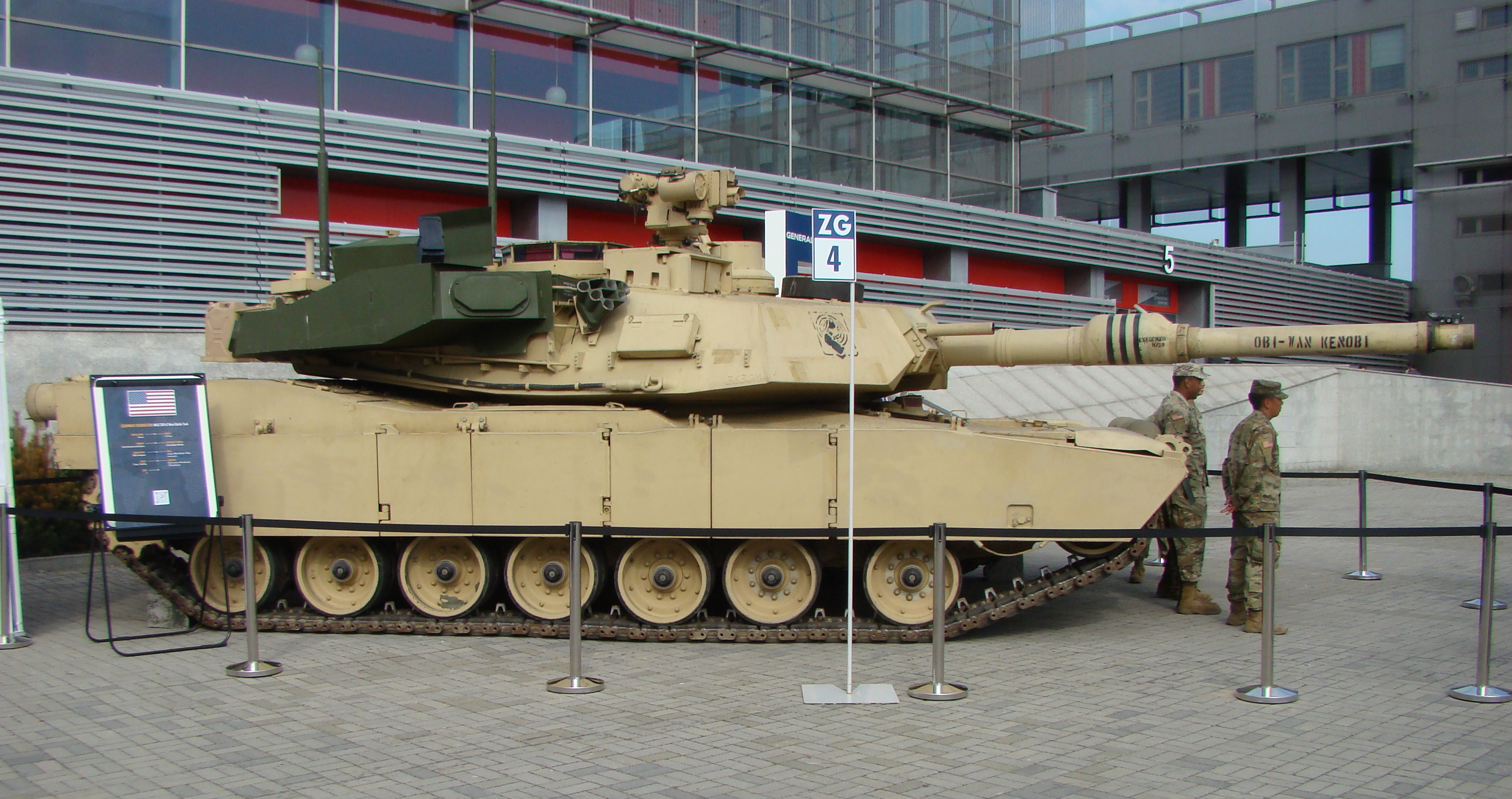
Présentation en 2021 d'un M1A2 équipé d'une maquette du Trophy (en vert).

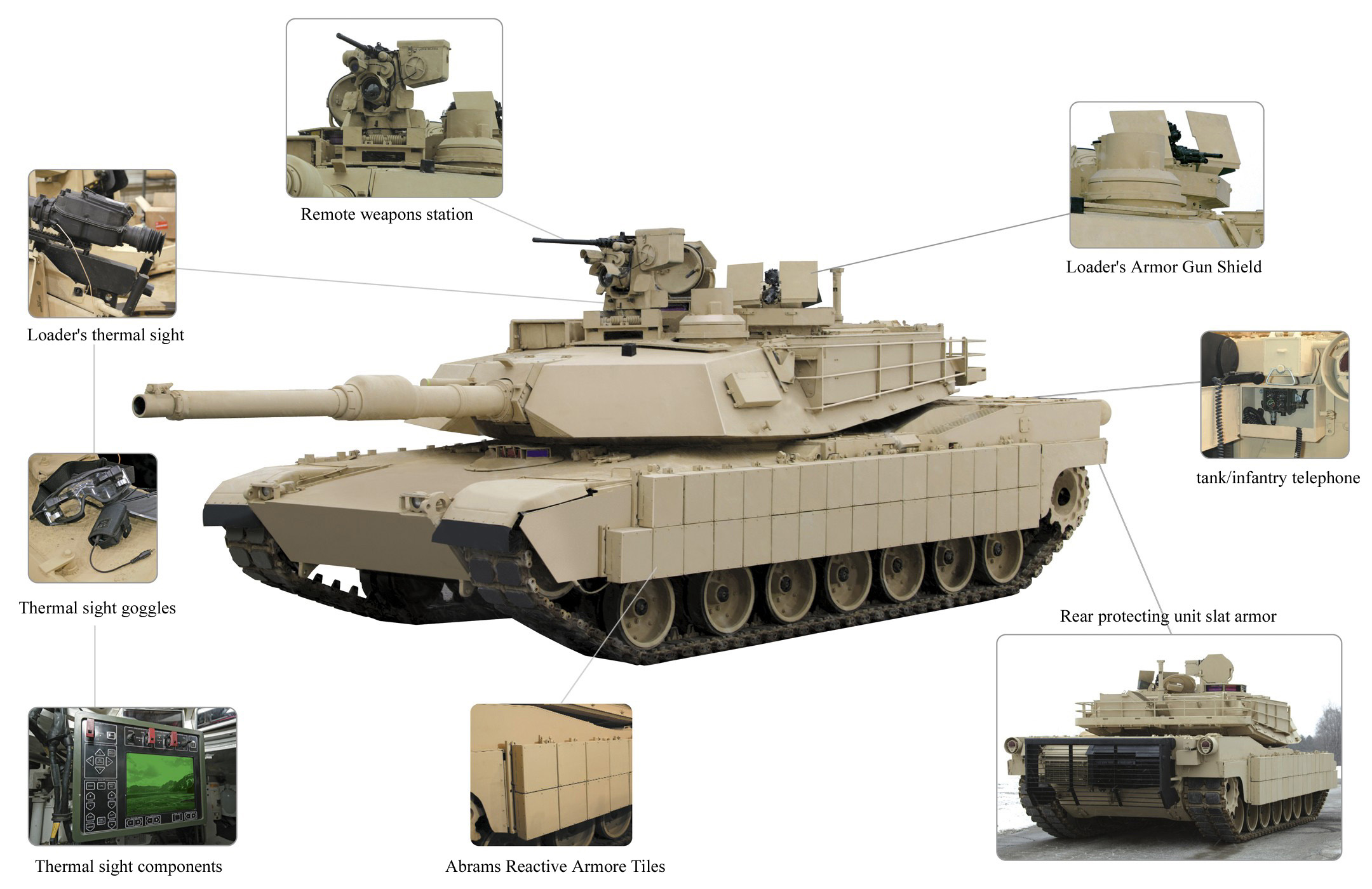
Illustration des différents composants du kit de combat urbain TUSK sur un M1A2.

Le M1A2 possède un blindage similaire au blindage HAP du M1A1 HA et contient également de l'uranium appauvri. Entre 2001 et 2010, les flancs de la tourelle de 325 M1A2 ont été dotés d'un nouveau blindage composite offrant une protection accrue contre les roquettes antichars plus performantes qu'une roquette de RPG-7.
Dans le cadre du programme TUSK, les Abrams opérant en milieu urbain peuvent recevoir 62 blocs de surblindage réactifs explosifs M19 ARAT-1 ayant chacun une masse de 29,4 kg. En supplément, les flancs du char peuvent aussi recevoir 85 tuiles réactives explosives ARAT-2, d'une masse de 15,4 kg chacune. Portant l'appellation M32 Scutum, elles sont optimisées pour mettre en échec les engins explosifs improvisés utilisant des charges génératrices de noyaux. Éventuellement, une grille anti-RPG amovible peut venir recouvrir l'arrière de la caisse au niveau de l'échappement du turbomoteur et des radiateurs de la boîte de mécanismes. Pour améliorer sa résistance aux engins explosifs improvisés, le char peut recevoir une plaque ventrale incurvée en titane, d'une masse de  1 260 kg, similaire à celles utilisées sous certains M551 Sheridan au Viêt Nam.
Le 26 juin 2018, un contrat de 195 millions de dollars américains pour l'installation au plus tôt du système de protection active israélien Trophy permettant de détecter et de détruire en vol des roquettes et missiles antichars avant qu'ils ne frappent le char. En février 2018, il est prévu que cela concerne une première tranche de 261 M1A2 Abrams soit quatre brigades. Les premières livraisons ont lieu en octobre 2019.

### Mobilité
En novembre 2001, le système PJAC de la société Donaldson (fabriquant également le filtre à air Vee Pack de la turbine du char Abrams) fut sélectionné pour être installé de série sur les chars M1A2 SEP.
Le PJAC (Pulse Jet Air Cleaner) envoie automatiquement des décharges d'air comprimé dans les filtres à air de la turbine pour les désencrasser.
Au début de l'année 2006, Honeywell a lancé le programme TIGER (Total Integrated Engine Revitalization) visant à doubler la durée de vie de l'AGT-1500 en la faisant passer à 1 400 heures avant révision.

## Versions

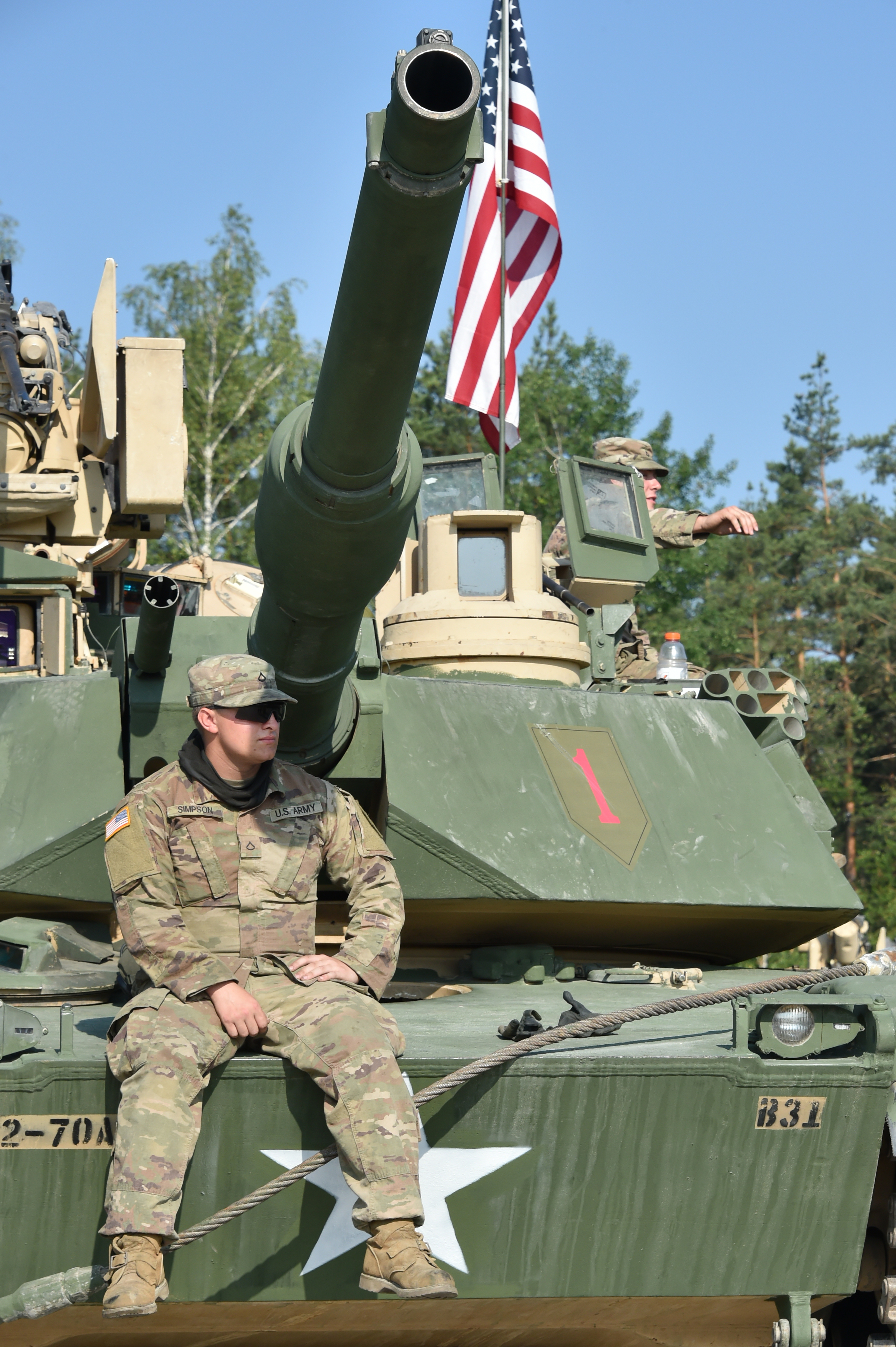
Le M1A2 se différencie visuellement du M1A1 par son viseur panoramique CITV (ici en beige) installé devant la trappe du chargeur, lors de Strong Europe Tank Challenge.

- M1A2 : première version du M1A2, il intègre des microprocesseurs connectés à un bus de données MIL-STD-1553B. Le but étant d'augmenter les performances du char mais aussi sa fiabilité via les systèmes de diagnostic embarqués. Le chef de char dispose d'un système d'information tactique IVIS (InterVehicular Information System) affichant, en temps réel, une carte de la zone d'opération avec les unités alliées et ennemies. Un viseur panoramique stabilisé CITV (Commander's Independent Thermal Viewer) intégrant une caméra thermique. L'ajout de ces deux systèmes impliqua de changer le tourelleau rotatif CWS par un tourelleau fixe ICWS (Improved Commander's Weapon Station) offrant une meilleure vision périphérique grâce à ses huit épiscopes. Le premier prototype du M1A2 fut construit en décembre 1992 et les essais dynamiques eurent lieu l'année suivante. En 1997, 368 M1 avaient été convertis en M1A2.
- M1A2 SEP (System Enhancement Package) : le M1A2 SEP est le résultat d'un programme d'amélioration du M1A2 ayant débuté à la fin des années 1990 avec comme objectif d'installer de nouveaux logiciels et nouveaux matériels informatiques (microprocesseurs, écrans plats 16:9 à haute résolution) dans un effort de numérisation du champ de bataille. Le viseur panoramique CITV du chef de char a reçu une nouvelle caméra thermique de seconde génération. Le réservoir de carburant au-dessus du barbotin gauche fut remplacé par un groupe auxiliaire de puissance (UAAPU) fonctionnant à l'aide d'une microturbine qui fournit 6 kW[18] d'électricité et de l'air comprimé. L'électronique embarquée est refroidie par un système de réfrigération à compression de vapeur (VCSU) installé dans le panier à l'arrière de la tourelle. La 1re division de cavalerie fut la première unité à recevoir le M1A2 SEP, au début de l'année 2003, et ils commencèrent à remplacer les M1A1 D en Irak à la fin de cette même année.
- M1A2 SEP v2 : entrée en service en 2008, la version 2 du M1A2 SEP possède un système informatique à l'architecture ouverte afin de faciliter l'installation de nouveaux logiciels et autres composants. Le chef de char et le conducteur disposent de nouveaux écrans. Un tourelleau téléopéré CROWS est monté sur le viseur du tireur, une caméra thermique de recul est installée dans le phare arrière droit, un téléphone est installé à l'arrière droite du char pour communiquer avec l'infanterie. La boîte de mécanismes est améliorée. Le groupe auxiliaire de puissance est remplacé par un jeu de six batteries Hawker.
- M1A2 SEP v3 : appelé également M1A2C[19] entré en service en octobre 2018[20] ou 2019. Un blindage composite de nouvelle génération NGAP (Next Generation Armor Package) est installé dans la tourelle et également dans la caisse. Des attaches sont installées sur les flancs de la tourelle afin de faciliter l'intégration de surblindages. Premier char américain équipé d'un système de protection active Trophy, il intègre également un système de guerre électronique Duke V3 pour lutter plus efficacement contre les EEI[21]. Les écrans plats, présents dans le compartiment de combat offrent désormais une résolution de 1080 pixels. Le nouveau tourelleau téléopéré CROWS-LP, plus compact, remplace le CROWS monté précédemment sur le M1A2 SEP v2[22]. Un système de liaison de données ADL (Ammunition Data Link) lui permet entre-autres de tirer les nouvelles munitions M829A4 (obus-flèche) et M1147 AMP (obus explosif à fragmentation multi-modes). Un groupe auxiliaire de puissance est installé dans le déport de caisse gauche à la hauteur du barbotin, sa puissance est de 10 kW[23].
- M1A2 SEP v4 : appelé également M1A2D[24]. M1A2 SEP v3 équipé de nouveaux viseurs pour le tireur et le chef de char, incorporant chacun de nouvelles caméras thermiques de troisième génération, des caméras vidéo couleurs pour la voie jour ainsi que de nouveaux télémètres laser. Le viseur panoramique du chef de char incorpore également un pointeur laser pour la désignation d'objectifs. Une sonde aérologique, connectée à la conduite de tir, est montée sur le toit. Le coin de culasse du canon M256 est équipé d'une interface lui permettant de programmer la fusée chronométrique du nouvel obus explosif M1147 AMP de 120 mm. La vétronique intègre un nouveau système de diagnostic électronique. Des détecteurs d'alerte laser AN/VVR-4 sont montés sur la tourelle. Le premier M1A2 SEP v4 est livré au 2-12 régiment de cavalerie "Thunder Horse" le 5 octobre 2022 pour une série d'essais au terrain d'essais de Yuma (Arizona). Le 6 septembre 2023, l'US Army annonce qu'elle abandonne le programme de revalorisation des Abrams au standard M1A2 SEP v4.

- M1A3 : concept de modèle allégé étant supposé être présenté entre 2014 et 2017, incorporant un nouveau blindage de moindre masse, des chenilles souples en matériaux composites, un câblage entièrement réalisé en fibres optiques, un nouveau canon de calibre 120 mm plus léger ainsi que de nouvelles suspensions. En 2023, on spécule encore sur cette version et ses améliorations.

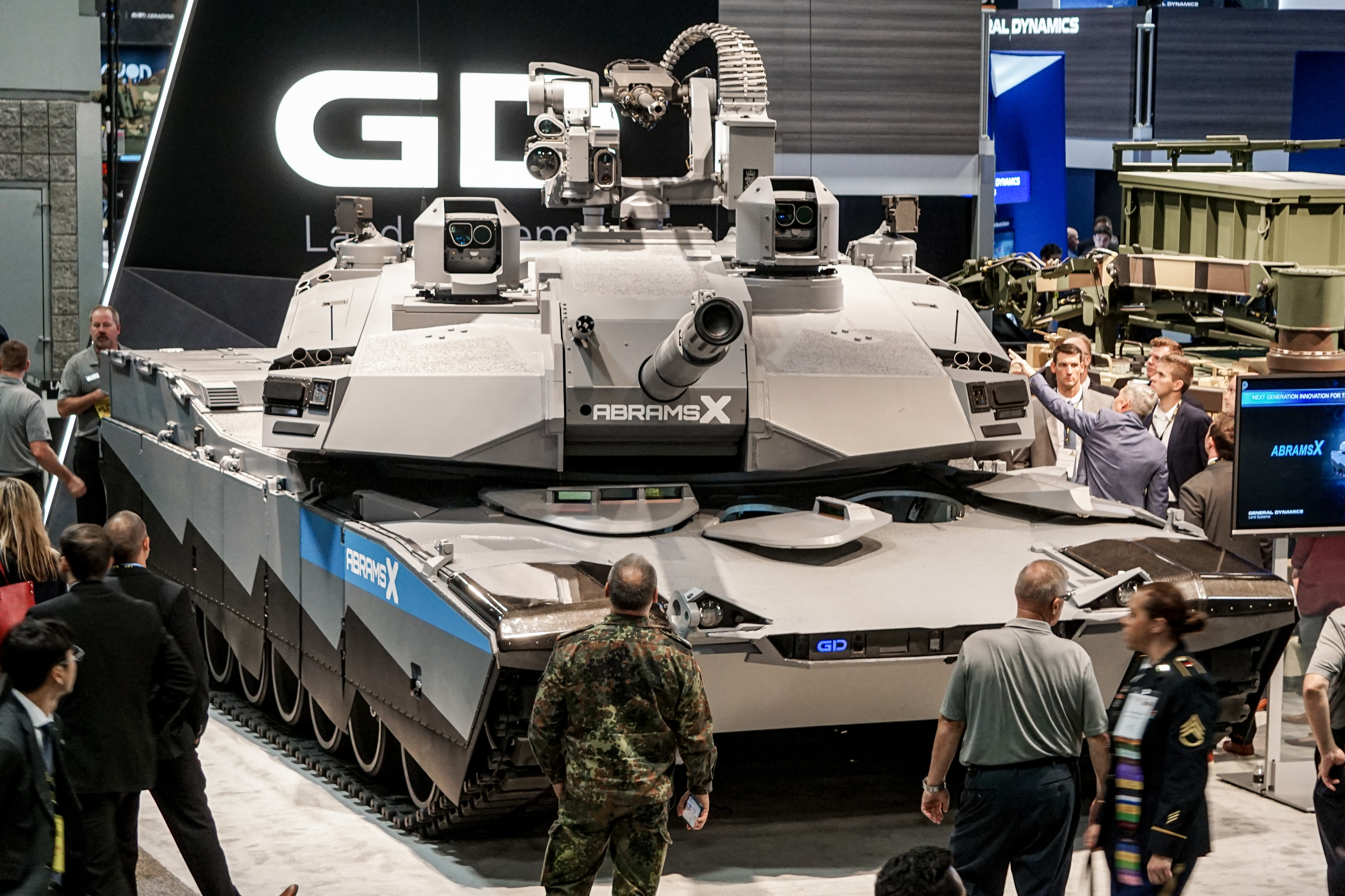
L'AbramsX et sa tourelle inhabitée, au salon de l'armement AUSA 2022, à Washington, en octobre 2022.

- AbramsX : démonstrateur technologique dévoilé le 10 octobre 2022 au salon AUSA à Washington, il possède une tourelle inhabitée armée d'un canon XM360 de calibre 120 mm à faible effort de recul et d'un canon-mitrailleur M230LF de calibre 30 mm monté sur tourelleau téléopéré Kongsberg Protector RS6. Cette tourelle intègre également un système de protection active Trophy de conception israélienne, des détecteurs d'alerte laser AN/VVR-4 et deux viseurs Safran PASEO. Les trois membres d'équipage prennent place dans le châssis, le chef de char et l'opérateur tourelle s'asseyant désormais aux côtés du conducteur. L'AbramsX possède un moteur Diesel deux temps Cummins ACE (Advanced Combat Engine) à six cylindres et douze pistons opposés développant une puissance de 1 500 ch couplé à une transmission électrique SAPA ACT1075. L'utilisation d'une tourelle inhabitée, légèrement blindée permet de réduire la masse en ordre de combat à 54 t.

- M1E3 : cette future version, basée sur les retours d'expérience de la guerre russo-ukrainienne reprendra certains équipements développés pour le M1A2 SEP v4 et possédera, entre autres, un système de protection active de type hard-kill complétement intégré. Le M1E3 devra être plus léger et par conséquent, possèdera une empreinte logistique moindre. Il devrait entrer en service au début des années 2030[10].

## Utilisateurs
- États-Unis : 
  - US Army : début 2022, le parc de M1A2 de l'US Army comprend[25] :
    - 1 605 M1A2 SEP v2
    - 100 M1A2 SEP v3
- Arabie saoudite – Forces armées saoudiennes : 373 M1A2 en 2006[26] qui sont améliorés dans la configuration M1A2S[26].
- Koweït – Forces armées koweïtiennes : 218 exemplaires du M1A2 (avec un blindage sans uranium appauvri)[27],[28]. À la suite d'un accord en 2018, ils sont modernisés au standard M1A2K (M1A2 SEP V2 incluant des modifications demandées par l’Émirat) dont les premiers sont livrés en juin 2021[29].
- Taïwan - Armée de terre de la république de Chine : 108 M1A2T commandés en 2019. Premières livraisons planifiées en 2022[30]. Les 38 premiers chars sont arrivés à Taïwan le 15 décembre 2024[31].
- Pologne : 250 M1A2 SEPv3, 28 M1A2 SEPv2 (loués pour la formation) et 116 M1A1 FEP (qui seront par la suite rénovés au standard SEP v3) commandés le 5 avril 2022 pour renforcer les capacités des forces armées polonaises, dans le cadre de l'escalade des tensions avec la Russie, relatives à l'invasion de l'Ukraine[32]. Les 28 premiers M1A2 SEPv3 sont livrés en janvier 2025, les 28 M1A2 SEPv2 alors en service pour la formation seront renvoyés aux États-Unis.
- Roumanie : 54 M1A2 SEPv3, 4 M1110  Joint Assault Bridge System et  4 M1150 Assault Breacher Vehicle commandés courant mars 2023[33], approuvés par le Defense Security Cooperation Agency le 9 novembre 2023[34],[35].
- Bahreïn : le 19 mars 2024, la Defense Security Cooperation Agency annonce la possible vente de 50 chars M1A2 SEPv3 Abrams, 4 chars de dépannage M88A2, 8 chars du génie et déminage M1150 Assault Breacher Vehicle et 8 véhicule blindés pontonniers M1110[36] pour la Force terrestre royale de Bahreïn.